# Barbapapa
Pour les articles homonymes, voir Barbapapa (homonymie).
Barbapapa est une série de livres pour enfants, créée le 19 mai 1970 par un couple franco-américain, Annette Tison et Talus Taylor. Les Barbapapa sont des personnages piriformes de diverses couleurs qui ont la capacité de changer de forme à volonté.
Les livres ont été publiés en français par L'École des loisirs puis par les Éditions du Dragon d'Or. Ils ont été traduits en plus de trente langues. Les histoires ont été adaptées en séries télévisées d'animation.

## Création

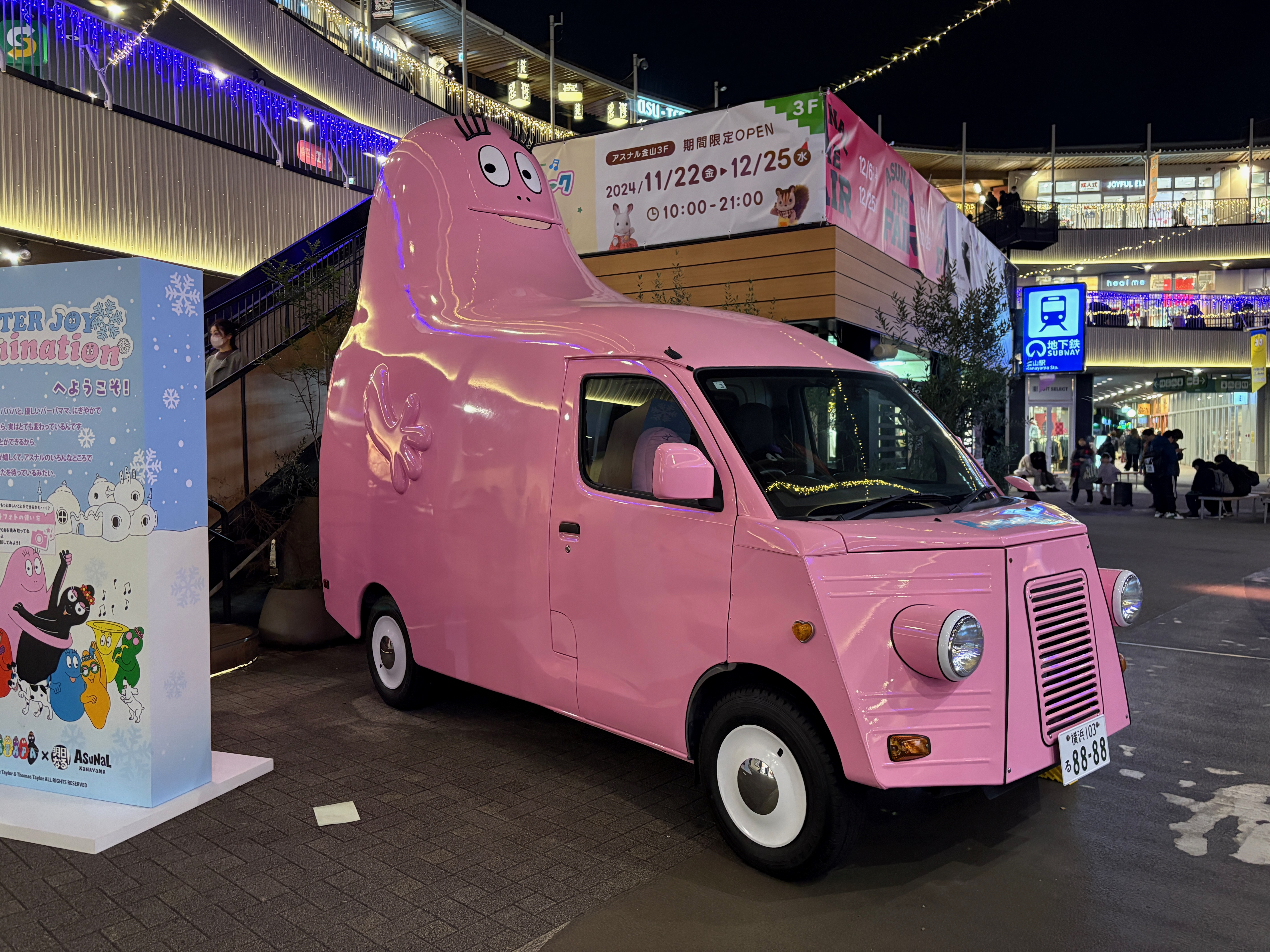
Un Barbapapa peut facilement se transformer en « barbavoiture ».

En 1968, Talus Taylor, un biologiste de San Francisco, rencontre à Paris une jeune architecte française, Annette Tison.
Annette Tison et Talus Taylor inventent les Barbapapa à Paris, en France, le 19 mai 1970 : alors qu'ils se promenaient au jardin du Luxembourg, Talus Taylor entend un enfant réclamer à ses parents quelque chose qui s'appelle « baa baa baa baa » ; ne comprenant pas le français, il en demande la signification à son épouse qui lui explique qu'il s'agit d'une friandise qui s'appelle la barbe à papa. Plus tard, tous les deux imaginent sur une nappe de la brasserie Zeyer, place d’Alésia, un personnage hors norme inspiré par la friandise, rose et tout en rondeur, qui sera nommé phonétiquement Barbapapa,. Sa faculté essentielle (qui sera également celle de son épouse et de ses enfants) est de pouvoir s'adapter  rapidement aux situations les plus diverses en changeant de forme à volonté.
Le premier album est publié en 1970 par la toute nouvelle maison d’édition de l’École des loisirs.

## Thèmes

### Habitat
Dès 1972, Barbapapa, qui vit désormais en famille, est chassé de sa maison dans un quartier promis à la démolition. Il est alors relogé dans un « Grand Ensemble » où il vit très mal l’entassement et l’ennui. La famille Barbapapa quitte alors la ville pour aller s’installer à la campagne.
Annette Tison, architecte de formation, crée les maisons des Barbapapa en rupture avec l'habitat classique comportant des murs rectilignes et des toits pentus. Cet habitat est très influencé par les maisons bulles, l'architecte Antti Lovag, et surtout les domobiles, maisons évolutives en plastique de l'architecte Pascal Haüsermann.

## Personnages

### Humains
- Claudine et François, les enfants de la maison, Alice, le bébé[Qui ?].

### Animaux
- Lolita, la chienne, nommée auparavant Socrate
- Toucan, le toucan de Barbidou
- Yolande, la tortue
- Boris, l’éléphant

### Barbapapas
- Parents : 

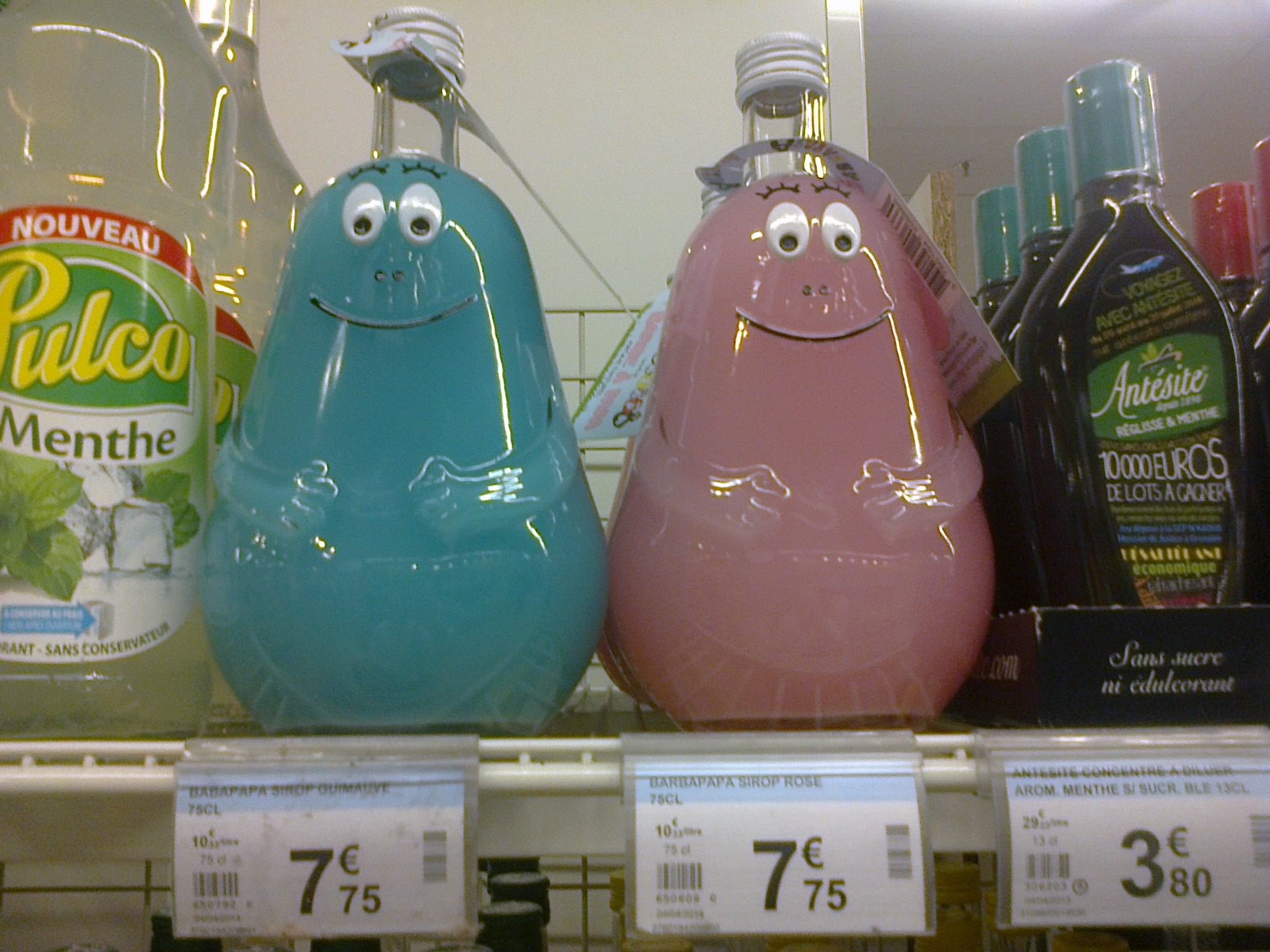
Bouteilles de sirop en forme de Barbapapa.

  - Barbapapa, le père (de couleur rose)
  - Barbamama, la mère (de couleur noire, porte une couronne de fleurs)
- Barbabébés filles : 
  - Barbalala aime la musique (de couleur verte, porte une couronne de fleurs)
  - Barbabelle est la plus coquette (de couleur violette, porte une couronne de fleurs et un collier)
  - Barbotine est une intellectuelle (de couleur orange, porte une couronne de fleurs et des lunettes)
- Barbabébés garçons : 
  - Barbidur aime le sport (de couleur rouge)
  - Barbibul[5] aime les inventions (de couleur bleue)
  - Barbidou est un ami de la nature et des animaux (de couleur jaune)
  - Barbouille est un artiste peintre (de couleur noire à longs poils)

## Livres
La série principale comporte les titres suivants :
1. Barbapapa (1970)
2. Le voyage de Barbapapa (1971)
3. La maison de Barbapapa (1972)
4. L'arche de Barbapapa (1974)
5. L'école de Barbapapa (1976)
6. Le théâtre de Barbapapa (1978)
7. Le Noël de Barbapapa (1981)
8. L'arbre de Barbapapa (1991)
9. Les vacances de Barbapapa (1995)
10. L'hiver de Barbapapa (2004)
11. Barbapapa sur Mars (2005)
12. Les belles histoires de Barbapapa (2010)
13. La cuisine de Barbapapa (2011)
14. Le grand cirque de Barbapapa (2012)

La série des imagiers comporte les titres suivants :
- Barbapapa et les nombres (1996)
- Barbapapa et les couleurs
- Barbapapa et les formes
- Barbapapa et les labyrinthes (1996)
- Cherchons Lulue avec Barbapapa (2004)
- Barbapapa et les premiers mots d'anglais (2004)

La série La petite bibliothèque de Barbapapa comporte les titres suivants :
- La ferme (1974)
- Barbapapa baby-sitter (1974)
- Les puces (1974)
- La cuisine (1974)
- Les œufs (1974)
- Le pique-nique (1974)
- La coiffure (1974)
- Les animaux (1974)
- Le bateau (1974)
- Le cheval (1974)
- La mer (1979)
- Le jardin (1979)
- La moisson (1979)
- la musique (2008)
- Les horloges (2009)
- L'atelier (2009)
- C'est Noël ! (2009)
- Le berger (2010)
- La lessive (2010)
- L'orchestre (2011)
- La robe (2011)
- Le livre (2012)
- La Poterie (2012)
- Le Tour du monde (2012)
- Les fruits (2013)
- Le terrain de jeux (2013)

La série Les petites histoires de Barbapapa comporte les titres suivants :
1. Le Chateau de sable (2012)
2. Tendresse au volant (2012)
3. Barbidur pilote (2012)
4. Le cornet de glace (2012)
5. La traversée du désert (2012)
6. Barbouille au zoo (2012)
7. Le Noël de Barbapapa (2013)
8. En canöé (2014)
9. La gondole (2014)
10. Le feu d'artifice (2014)
11. Le Ski nautique (2014)
12. Le saut à ski (2014)
13. Le parachute (2014)

La série Barbapapa (BD) comporte les titres suivants :
1. Le Mystère des taches bleues (2008)
2. Perdus dans le désert (2008)
3. Aventures sous-marines (2009)
4. Le chateau fort (2009)
5. Barbidur détective (2009)
6. Barbamama à la rescousse (2009)
7. Les contes de Barbapapa (2009)
8. Les amis de la nature (2009)
9. La parade des animaux (2010)
10. Alerte au dinosaure (2011)
11. La Fête des jouets (2011)
12. Tous en scène (2012)
13. Les drôles d'inventions de Barbibul (2012)
14. À la ferme (2013)

## À l'international
Les différentes traductions du titre Barbapapa dans le monde :
- En russe : Барбапапа
- En allemand : Barbapapa
- En arabe : بربر شاطر
- En anglais : Barbapapa
- En bulgare : Татко Барба
- En coréen : 바바파파
- En espagnol : Barbapapá
- En hébreu : ברבאבא
- En italien : Barbapapà
- En japonais : バーバパパ
- En chinois : 巴巴爸爸
- En persan : باربا پاپا
- En turc : Tontonlar

## Autour de l'œuvre
Les Barbapapa ont été à l'origine de nombreux produits dérivés (layette, jouets...). En 2017, 80 sociétés, dont 60 en France, avaient l'autorisation d’utiliser la licence Barbapapa. En 2013, ces produits ne ciblaient pas seulement les enfants mais aussi les trentenaires, « des consommateurs [qui] souhaitent revenir à l'âge d'or, à la féérie de l'enfance pour adoucir leur quotidien ». Preuve de leur rayonnement international, Google leur avait consacré un Doodle en 2015, à l'occasion des 45 ans de leur création.
Les Barbapapa ont été qualifiés d'« écologistes avant l'heure » en raison de leur habitat et de leur propension à aider les animaux,. L'écrivain Aurélien Bellanger voit dans le livre La maison de Barbapapa « une critique du modernisme » en matière d'urbanisme. Ainsi, toujours dans le même album, les logements collectifs sont présentés comme « des immeubles identiques sans ornementations, sans espaces verts (...) des appartements tristes où règne la monotonie ».

## Adaptations télévisées
Elle a été adaptée trois fois en série d'animation :
- Barbapapa, série franco-nippo-américaine adaptée en 1974 ;
- Barbapapa autour du monde, série japonaise de 1999 ;
- Barbapapa en famille, série française en 2019 par le studio Normaal sur une commande de TF1[13].